# Cercospora solani-melongenae
Cercospora solani-melongenae är en svampart som beskrevs av Chupp 1948. Cercospora solani-melongenae ingår i släktet Cercospora och familjen Mycosphaerellaceae.   Inga underarter finns listade i Catalogue of Life.